# Prodraswjorstka

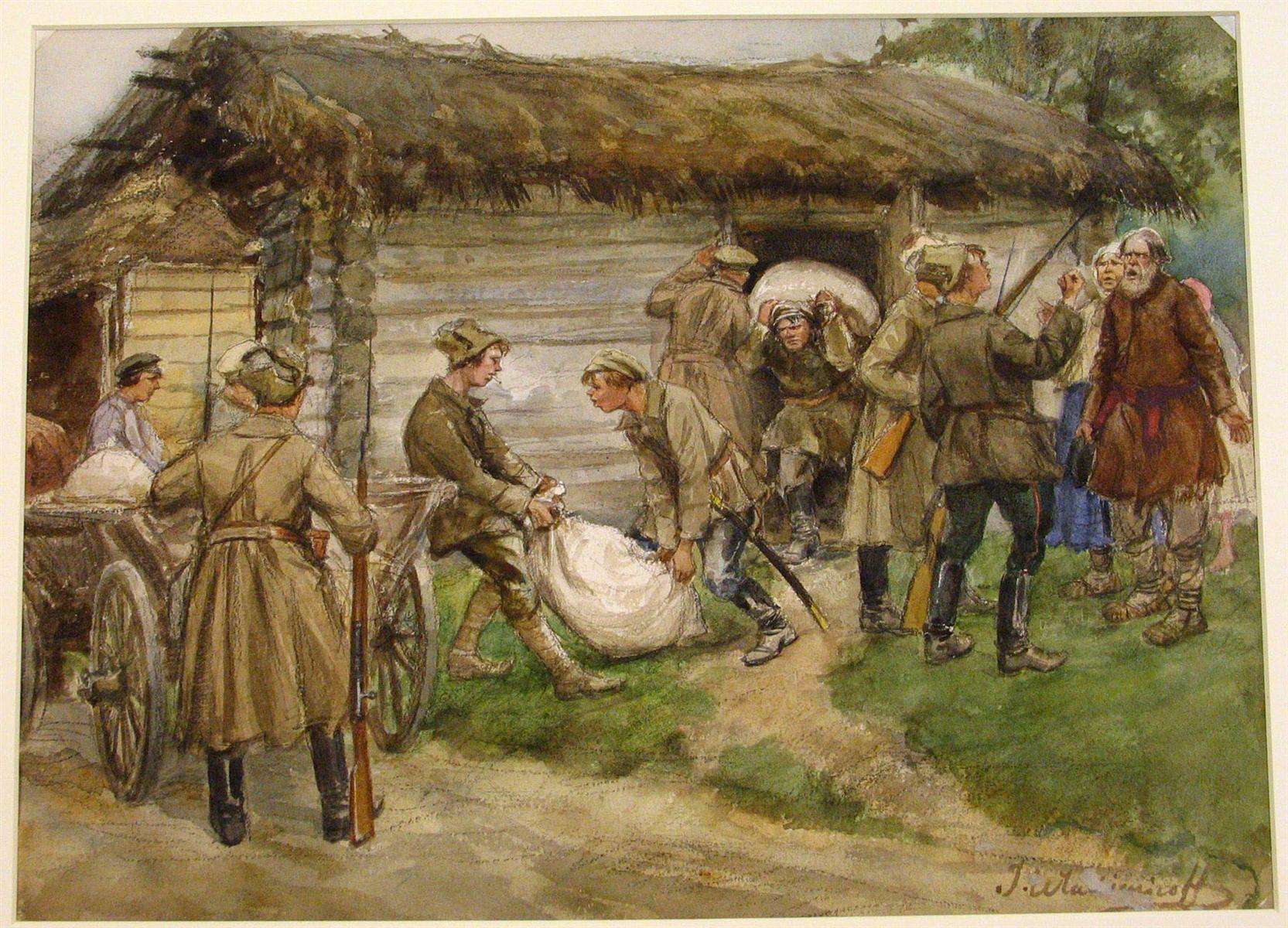
Lebensmittelbeschlagnahme in der Nähe von Pskow

Prodraswjorstka (russisch Продразвёрстка) war eine zentralisierte Verteilung vorgeschriebener Nahrungsmittelversorgungsstandards an den Staat, die von 1918 bis 1921 in der RSFSR und anderen Teilen des ehemaligen Russischen Kaiserreichs praktiziert wurde. Das Wort „Prodraswjorstka“ ist die Kurzform von „Prodowolstwennaja Raswjorstka“ (Lebensmittelabgabe).
Die Abgabe wurde als notwendig erachtet, da Sowjetrussland im Frühjahr und Sommer 1918 infolge des Vertrags von Brest-Litowsk, des Aufstands der Tschechoslowakischen Legion und der „Demokratischen Gegenrevolution“ durch Fraktionen wie die Sozialrevolutionäre und Menschewiki den größten Teil seiner Nahrungsmittel produzierenden Regionen, insbesondere die Ukraine, den Kuban, die Wolga und Westsibirien verlor. Die obligatorische Beschlagnahmung von Lebensmitteln durch Organe des Sowjetstaates sollte offiziell nur auf überschüssige Vorräte angewendet werden und die Dorf- und Familiennormen sollten für alle Lebensmittel berechnet werden.

## Einführung
Dieses System, das das zentrale Element des Kriegskommunismus war, wurde zunächst in der zweiten Hälfte des Jahres 1918 in Regionen wie Tula, Wjatka, Kaluga und Witebsk schrittweise eingeführt, dann durch ein Dekret des Rats der Volkskommissare vom 11. Januar 1919 in der RSFSR für allgemein erklärt und ab Frühjahr 1919 in den ukrainischen und weißrussischen Sowjetrepubliken sowie 1920–1921 im Kaukasus, Turkestan und Sibirien angewendet. Ursprünglich bezog sich die Produktion nur auf die Getreidesammlung. Ende 1919 umfasste sie auch Kartoffeln und Fleisch. Ende 1920 umfasste sie fast alle Arten landwirtschaftlicher Produkte.
Während des Bürgerkriegs wurden Nahrungsmittel aus den Vorräten entnommen, die die Bauern zur Ernährung ihrer Familien und ihres Viehs sowie als Saatgut für das folgende Jahr benötigten. Bei der Festlegung der Höhe der Abgabe ging man häufig nicht von den tatsächlichen Nahrungsmittelreserven der Bauern aus, sondern vom Nahrungsmittelbedarf der Armee und der städtischen Bevölkerung. Eigentümer, die die Abgabe nicht fristgerecht bezahlten, wurden durch Urteile des Volksgerichts enteignet und zu Gefängnisstrafen verurteilt. Die Abholung der Produkte wurde von Lebensmittelkommandos durchgeführt, die fester Bestandteil des Apparats des Volkskommissariats für Ernährung waren. Die Politik der Prodraswjorstka wurde von der Sowjetregierung als Instrument des Klassenkampfes eingesetzt, um arme Bauern und Landarbeiter gegen reiche Kulaken auszuspielen.

## Folgen
Die Einführung der Prodraswjorstka bedeutete eine Abkehr vom Prinzip des Warenaustauschs, da der Staat nicht über die nötigen Güter verfügte, um die Bauern für die Lieferung der benötigten Nahrungsmittel zu entschädigen. Laut offiziellen sowjetischen Statistiken sammelten die Behörden durch die Prodraswjorstka in den Jahren 1918–1919 1.770.000 Tonnen Getreide, 1919–1920 3.480.000 Tonnen und 1920–1921 6.010.000 Tonnen ein. Die Ausweitung der erzwungenen, unentgeltlichen Veräußerung landwirtschaftlicher Produkte im Rahmen der Abgabe erschöpfte die ländliche Wirtschaft und nahm ihre Entwicklungsanreize.
Massenhafte Missbräuche bei der Erhebung der Abgabe führten in den meisten Dörfern zu antisowjetischen Stimmungen und Widerstand. Sie wandten sich gegen die Regierung, die ihnen durch das Dekret über Grund und Boden Land zugesprochen hatte, und gegen das städtische Russland im Allgemeinen. Die Anbaufläche wurde stark reduziert, die Bauern bauten nur so viel an, wie sie zum Überleben brauchten und sicher verstecken konnten und der Unmut über die sowjetischen Behörden führte allmählich zu großen bewaffneten Aufständen, wie dem Bauernaufstand von Tambow und in Westsibirien, Samara, Saratow, Woronesch und Jekaterinoslaw. Die Politik führte auch zu Nahrungsmittelknappheit in sowjetischen Städten und trug zur Hungersnot 1921–1922 bei. Die wachsende Empörung der Bauern und die negativen Auswirkungen der Abgabe auf die wirtschaftliche Lage in Dörfern führten dazu, dass sie im März 1921 durch eine Lebensmittelsteuer ersetzt wurde.